# Isla Petermann
La isla Petermann es una pequeña isla en la costa oeste de la península Antártica, en la Antártida, está situada al sur de la isla Booth en el archipiélago Wilhelm y separada por el canal Lemaire. Tiene 2 kilómetros de largo, y la parte baja de la isla es la colonia más meridional del pingüino juanito (Pygoscelis papua) que tiene un número importante del pingüino adelia (Pygoscelis adeliae).

## Historia

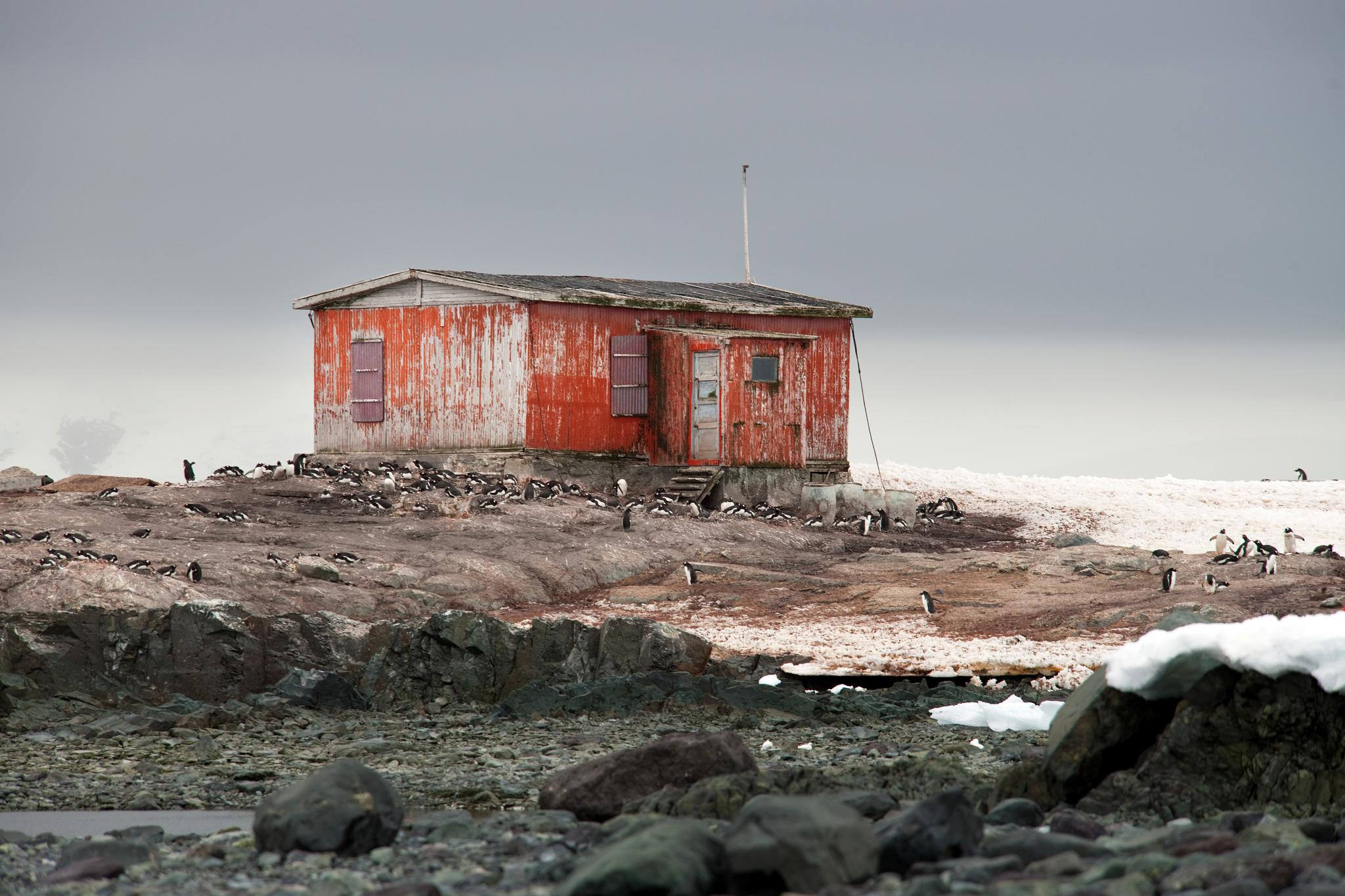
Refugio argentino.

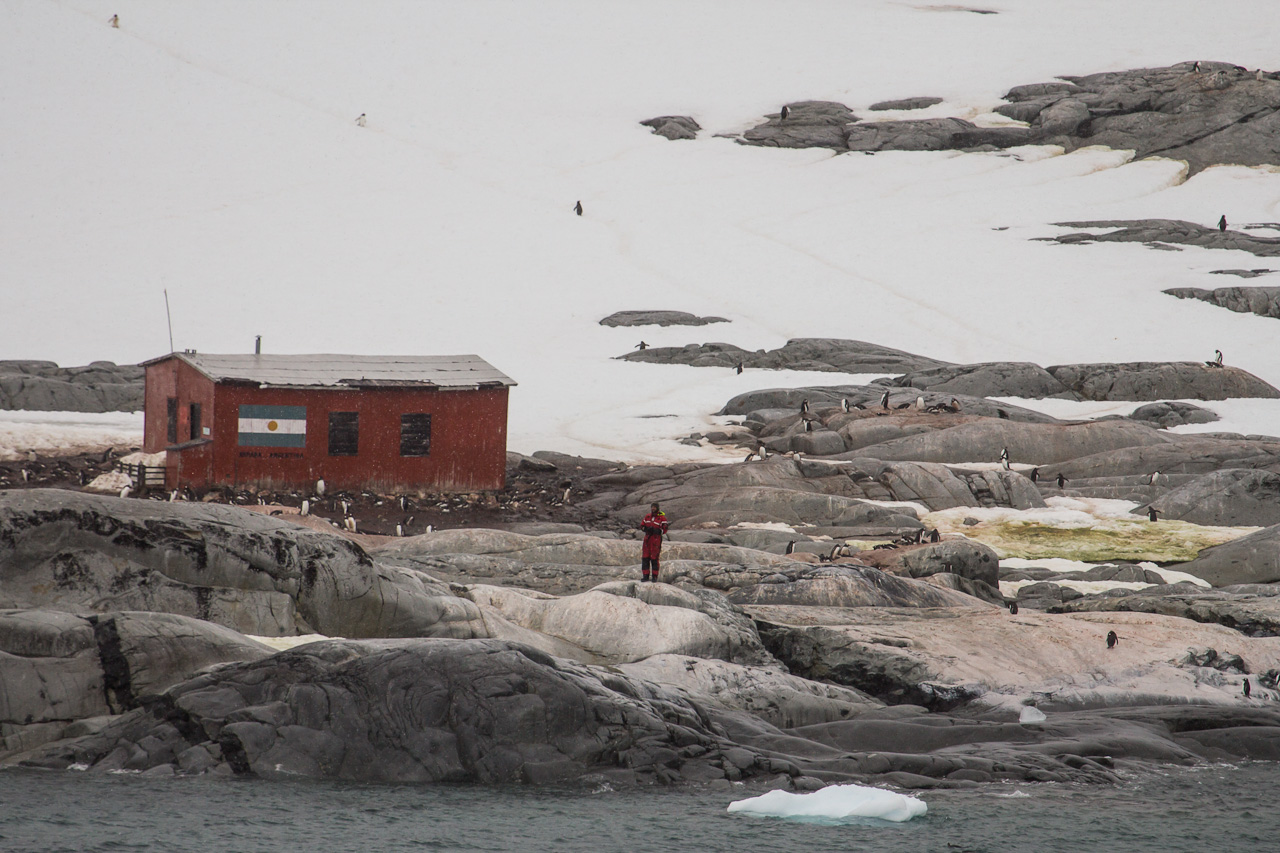
Refugio

La isla fue descubierta por una expedición alemana de 1873-1874 y fue nombrada en reconocimiento al geógrafo August Petermann. El nombre de isla Lund le fue dado por la Expedición Belga de 1897-1899, al mando del teniente Adrien de Gerlache, pero el Comité Consultor de Nombres Antárticos de los EE. UU. le restituyó su nombre original. La Expedición Antártica Francesa de 1908-1910 invernó en el barco en una ensenada sobre la costa sudeste de la isla, fue llamado puerto Circuncisión pues fue descubierto el 1 de enero de 1909, el día tradicional para la fiesta de la circuncisión de Jesucristo.
Los refugios construidos por la expedición han desaparecido, aunque se conservan los restos de un cairn (amontonamiento de piedras), cuenta con el Refugio Naval Groussac inaugurado por Argentina el 6 de febrero de 1955 con el nombre de Refugio Naval Hipólito Bouchard, y una cruz que conmemora a los tres miembros de la British Antarctic Survey quienes murieron en 1982 intentando cruzar la barrera de hielo marino de la Base Faraday a la isla Petermann.

## Reclamaciones territoriales

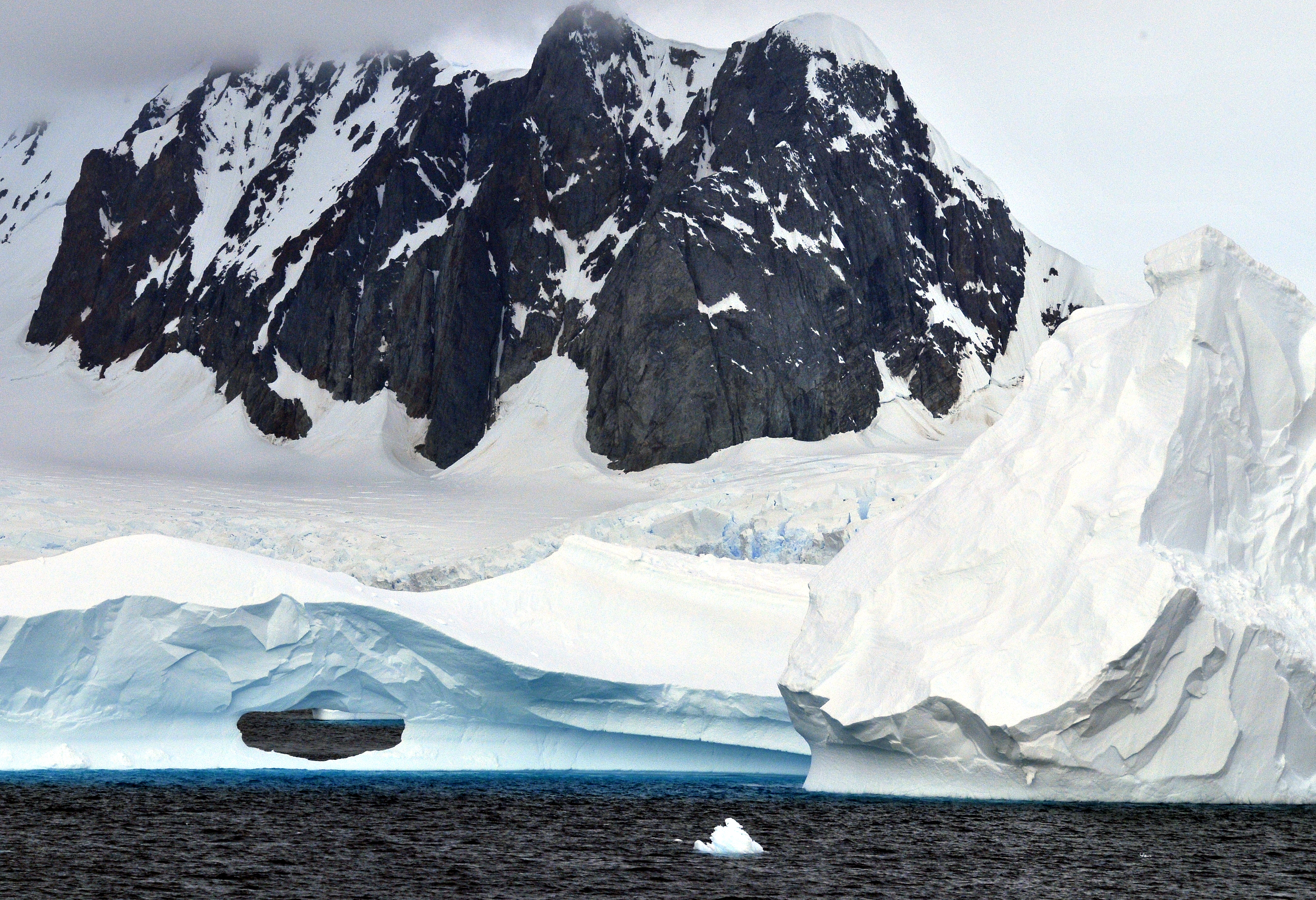
Paisaje.

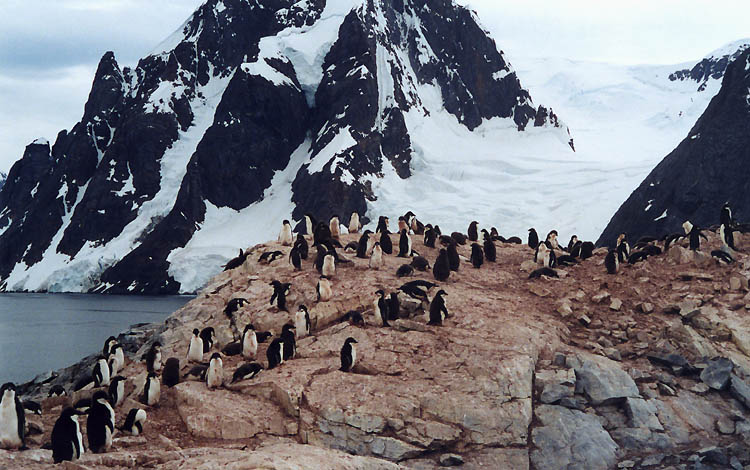
Colonia de pingüinos adelia sobre la isla Petermann.

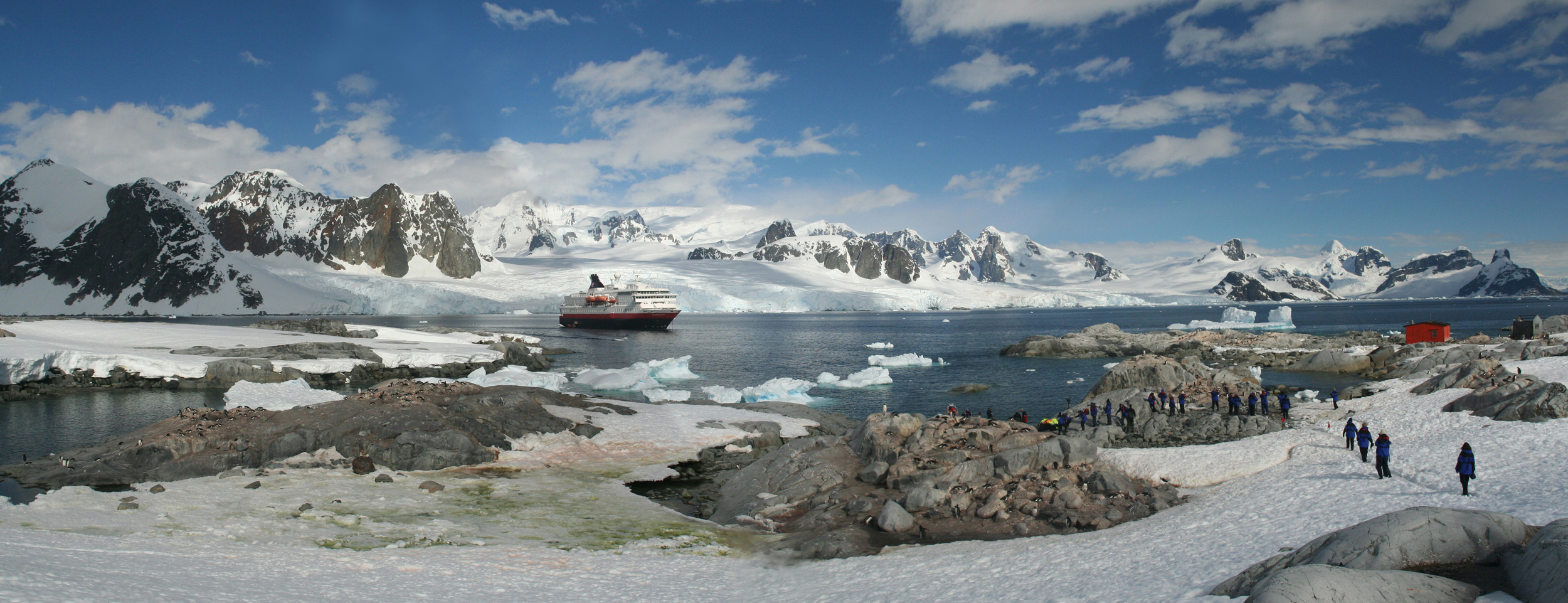
Crucero con turistas en la isla.

Argentina incluye a la isla en el departamento Antártida Argentina dentro de la provincia de Tierra del Fuego, Antártida e Islas del Atlántico Sur; para Chile forma parte de la comuna Antártica de la provincia Antártica Chilena dentro de la Región de Magallanes y de la Antártica Chilena; y para el Reino Unido integra el Territorio Antártico Británico. Las tres reclamaciones están sujetas a los términos del Tratado Antártico.
Nomenclatura de los países reclamantes: 
- Argentina: isla Petermann
- Chile: isla Petermann
- Reino Unido: Petermann Island